# Sisis rotundus
Sisis rotundus är en spindelart som först beskrevs av James Henry Emerton 1925.  Sisis rotundus ingår i släktet Sisis och familjen täckvävarspindlar. Inga underarter finns listade i Catalogue of Life.